# Episodi di The Adventures of Ozzie and Harriet (tredicesima stagione)
La tredicesima stagione della serie televisiva The Adventures of Ozzie and Harriet è stata trasmessa in anteprima negli Stati Uniti d'America dalla ABC tra il 16 settembre 1964 e il 17 marzo 1965.
| nº | Titolo originale                  | Titolo italiano | Prima TV USA      | Prima TV Italia |
| -- | --------------------------------- | --------------- | ----------------- | --------------- |
| 1  | Rick and the Girl Across the Hall |                 | 16 settembre 1964 |                 |
| 2  | Rick's Old Printing Press         |                 | 23 settembre 1964 |                 |
| 3  | Study System                      |                 | 30 settembre 1964 |                 |
| 4  | Rick and Kris Go to the Mountains |                 | 7 ottobre 1964    |                 |
| 5  | A Letter of Recommendation        |                 | 14 ottobre 1964   |                 |
| 6  | Kris Goes to College              |                 | 21 ottobre 1964   |                 |
| 7  | The Pennies                       |                 | 28 ottobre 1964   |                 |
| 8  | The Ballerina                     |                 | 4 novembre 1964   |                 |
| 9  | A Bedtime Story                   |                 | 11 novembre 1964  |                 |
| 10 | Harriet's Quiz                    |                 | 18 novembre 1964  |                 |
| 11 | Kris Plays Cupid                  |                 | 25 novembre 1964  |                 |
| 12 | Helpless Female                   |                 | 2 dicembre 1964   |                 |
| 13 | Exotic Housemother                |                 | 9 dicembre 1964   |                 |
| 14 | Chess Set                         |                 | 16 dicembre 1964  |                 |
| 15 | Cafe Caper                        |                 | 30 dicembre 1964  |                 |
| 16 | The Petition                      |                 | 6 gennaio 1965    |                 |
| 17 | Dave, the Fraternity Advisor      |                 | 13 gennaio 1965   |                 |
| 18 | Rick Grows a Beard                |                 | 20 gennaio 1965   |                 |
| 19 | The Big Dog                       |                 | 27 gennaio 1965   |                 |
| 20 | The Trunk                         |                 | 3 febbraio 1965   |                 |
| 21 | Kris' Girlfriend                  |                 | 10 febbraio 1965  |                 |
| 22 | Rick's Raise                      |                 | 17 febbraio 1965  |                 |
| 23 | Breakfast for Harriet             |                 | 24 febbraio 1965  |                 |
| 24 | Desk Photo                        |                 | 3 marzo 1965      |                 |
| 25 | Early Rush Party                  |                 | 10 marzo 1965     |                 |
| 26 | Painting from the Past            |                 | 17 marzo 1965     |                 |